# Milena Bykova
Milena Alekseevna Bykova (in russo Милена Алексеевна Быкова?; Ufa, 9 gennaio 1998) è una snowboarder russa.

## Palmarès

### Universiadi
- 2 medaglie:
  - 1 oro (slalom parallelo a Krasnojarsk 2019)
  - 1 argento (slalom gigante parallelo a Krasnojarsk 2019)

### Mondiali juniores
- 3 medaglie:
  - 2 ori (slalom gigante parallelo a Klínovec 2017; slalom gigante parallelo a Cardrona 2018)
  - 1 argento (slalom parallelo a Rogla 2016)

### Coppa del Mondo
- Miglior piazzamento nella Coppa del Mondo di parallelo: 7ª nel 2020
- Miglior piazzamento nella Coppa del Mondo di slalom parallelo: 14ª nel 2020
- Miglior piazzamento nella Coppa del Mondo di slalom gigante parallelo: 6ª nel 2020
- 3 podi:
  - 2 vittorie
  - 1 terzo posto

#### Coppa del Mondo - vittorie
| Data         | Località | Paese    | Specialità |
| ------------ | -------- | -------- | ---------- |
| 3 marzo 2018 | Kayseri  | Turchia  | PGS        |
| 9 marzo 2019 | Scuol    | Svizzera | PGS        |

Legenda:

PGS = Slalom gigante parallelo